# 111661 Mamiegeorge
111661 Mamiegeorge è un asteroide areosecante. Scoperto nel 2002, presenta un'orbita caratterizzata da un semiasse maggiore pari a 1,8724494 UA e da un'eccentricità di 0,1594243, inclinata di 21,41198° rispetto all'eclittica.